# Сабулис, Ремигиюс
Ремигиюс Сабулис (лит. Remigijus Sabulis; 29 августа 1954, Каунас — 29 декабря 2019, Вильнюс) — советский и литовский театральный и киноактёр. Заслуженный артист Литовской ССР (1986).

## Биография
Родился 29 августа 1954 года в Каунасе.
В 1976 году окончил факультет актёрского мастерства Литовской консерватории.
В 1976—1990 годах — актёр Каунасского драматического театра.
В 1992 году окончил Высшие курсы кинорежиссуры при Литовской консерватории.
Дебютировал в кино в 1973 году в фильме «Куда уходят сказки».
В 1986 году получил звание Заслуженного артиста Литовской ССР.

Снимается Сабулис нечасто, хотя предложений получает много. Почему? «Постоянная работа в театре, кино, на телевидении, как это ни парадоксально, — считает он, — может „притупить“ актёрский слух, есть опасность заштамповаться. Поэтому необходимы паузы, во время которых можно переосмыслить созданное, получить новые впечатления. Необходима постоянная духовная работа, внутреннее обновление. Если этого не будет, никакая режиссура, драматургия не сделают тебя интересным и неожиданным для зрителя…»
Много говорить о творчестве Ремигиюс не любит, предпочитает просто трудиться. Он стремится открывать новое в самом себе. И это ему удаётся.
— Сукненко С. Ремигиюс Сабулис // Советский экран : журнал. — 1988. — Декабрь (№ 24). — С. 15. — ISSN 0132-0742.
Проживал в Вильнюсе. Умер 29 декабря 2019 года в возрасте 65 лет.

## Фильмография

### Актёр
- 1973 — Куда уходят сказки — эпизод
- 1979 — Раненая тишина — Пакальнис
- 1979 — Соседи — Йонас Лукна
- 1980 — Американская трагедия — Эрл Ньюком
- 1981 — Карл и Анна — Рихард
- 1981 — Рай красного дерева — Чарли
- 1982 — Богач, бедняк… — Томас Джордах
- 1983 — Полёт через Атлантический океан — Стяпонас Дарюс
- 1984 — В двух шагах от «Рая» — капитан Долгинцев («Седой»)
- 1984 — Девять кругов падения — Константинас Олшаускас
- 1985 — Мы обвиняем — Френсис Гарри Пауэерс
- 1985 — Чужой случай — Эрик
- 1986 — Одинокий автобус под дождём — Владимир Зенич
- 1987 — Братья на рассвете — Йонас
- 1987 — На исходе ночи — Николай Борщ
- 1988 — Туман — Зенюс
- 1989 — Идеальное преступление — Язон Рондол
- 1990 — Семья Зитаров — Карлис
- 1991 — Полтергейст-90 — Андрей Басаргин
- 1994 — Роман «alla russa» — Рейн
- 1997 — Ожерелье из волчьих зубов — сотрудник КГБ
- 1998 — Поросль
- 2001 — Заказное убийство — бармен
- 2002 — Опасный — охранник
- 2004 — Кровь тамплиеров
- 2005 — Призвание
- 2007 — Война и мир — Карп
- 2007 — Заклинание греха — Лео
- 2011 — Бедуин — Иван
- 2011 — Мой путь
- 2012 — Процесс — Даг Ланкастер
- 2014 — Золотая лошадь
- 2014 — Приключения Густава — капитан Немо
- 2016 — Чёрные вдовы
- 2017 — Зеро 3 — Александрас
- 2018 — Годунов — Джон Браун
- 2021 — Потопа не будет — генерал

### Режиссёр
- 1990 — Двойник
- 1991 — Королевство
- 2014 — Тайна Литуаники (документальный)

### Сценарист
- 1990 — Двойник
- 2003 — Литовский транзит
- 2014 — Тайна Литуаники (документальный)

## Отзывы
Настоящий успех пришёл к Р. Сабулису после телефильма по роману И. Шоу «Богач, бедняк…». Томас — младший из семейства Джордах — в исполнении начинающего актёра был личностью сильной, с твёрдым характером. В прошлом хулиган и повеса, Томас предстаёт перед нами как человек порядочный и благородный, сумевший в жизненных испытаниях не потерять достоинства, независимости.
Позже зрители встречали актёра в неожиданных, совершенно контрастных ролях: командира отряда разведчиков капитана Долгинцева («В двух шагах от „Рая“»), совершающего ряд преступлений священника Олшаускаса («Девять кругов падения»), американского лётчика-шпиона Пауэрса («Мы обвиняем»).
Наибольшее удовлетворение Р. Сабулису принесла роль немного угрюмого, замкнутого мужчины Эрика в телефильме «Чужой случай». В этой истории о девочке разыскивающей в большом городе своего отца, его положительный «добрый дяденька» был достоверен, обаятелен, добр. Этот образ наполнял ленту человечностью, теплом.
— Сукненко С. Ремигиюс Сабулис // Советский экран : журнал. — 1988. — Декабрь (№ 24). — С. 15. — ISSN 0132-0742.

## Награды
- 1985 — Государственная премия Литовской ССР
- 1986 — Заслуженный артист Литовской ССР
- 2008 — Приз «Серебряный журавль»
- 2014 — Премия Союза кинематографистов Литвы